# Laurent Anisson
Pour les articles homonymes, voir Anisson.
Pour les autres membres de la famille, voir Anisson-Duperron.
Laurent Anisson, seigneur d'Hauteroche, né vers 1600 et mort en 1672, est un imprimeur français.

## Biographie
Imprimeur à Lyon, en 1670, Anisson est le premier de son nom qui se soit distingué dans la librairie, comme éditeur d’importantes collections. On lui doit, entre autres publications, une Bibliothèque latine des Pères de l’Église, la Bibliotheca Patrum, Lyon, 1677, 27 vol. in-f.
Il fut également échevin de Lyon en 1670 et 1671.
Père de Jean Anisson qui lui succéda. 

## Sources
- Charles Dezobry et Théodore Bachelet, Dictionnaire général de biographie et d’histoire, de mythologie, de géographie ancienne et moderne, vol. 1, Paris, Ch. Delagrave et Cie, 1866, 1465 p. (lire en ligne), p. 96.
- Dictionnaire de la conversation et de la lecture : inventaire raisonné des notions générale les plus indispensable à tous, vol. 1, Michel Lévy frères, 1853, 800 p. (lire en ligne), p. 614.
- Notices d'autorité :   - VIAF
  - ISNI
  - BnF (données)
  - IdRef
  - LCCN
  - GND
  - Italie
  - Belgique
  - Pologne
  - NUKAT
  - Catalogne
  - Tchéquie
  - Argentine
  - WorldCat